# Xaindia

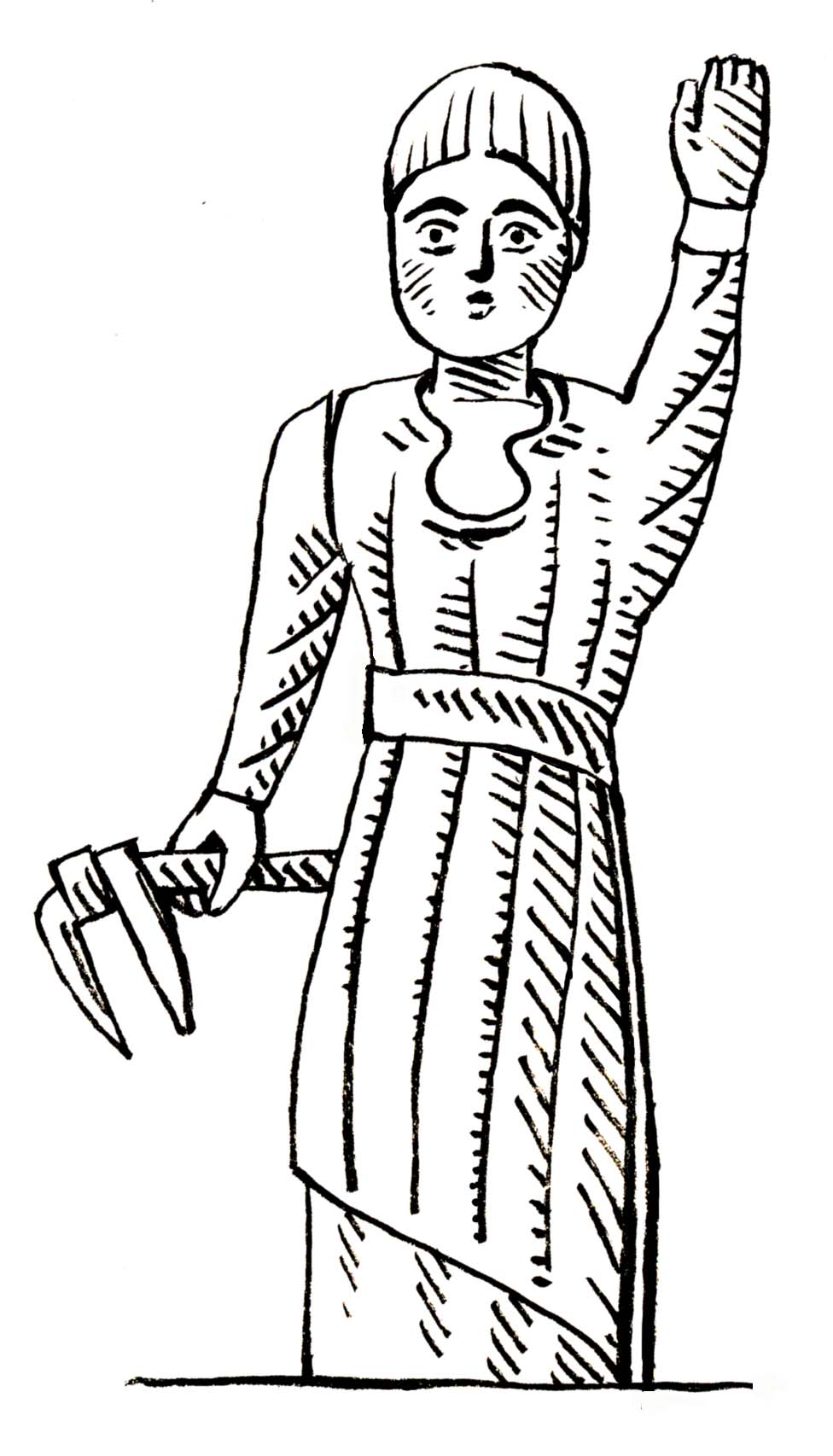
La imatge de Xaindia prop de l'ermita de San Salbatore a Irati.

Xaindia, Saindia o Saindua és l'heroïna de la llegenda de Bithiriña i la selva d'Irati.
Hi ha diverses versions d'aquesta llegenda arreu del País Basc. És una història sobre el perill de la nit, com s'acostuma a dir "Eguna gizakiarentzat eta gaua Gauekorentzat" ("El dia per a l'home i la nit per a Gaueko (el de la nit, en basc)) ". També explica que la religió cristiana o els seus símbols són capaços d'aturar forces paganes o demoníaques.
La història diu així: una noia, que és minyona en una gran granja, accepta sortir a les fosques de nit (també per diners) a la recerca d'una eina (un piquet, o més precisament una aixada). Tot i que totes les versions modernes situen l'acció en una nit en què el blat de moro s'estava pelant, és evident que la història és anterior a l'arribada d'aquesta planta d'Amèrica. Quan va sortir de la granja i va arribar a la mitjanit, uns esperits invisibles van portar la minyona pels aires. Quan va passar per davant de la granja va deixar caure l'eina i va caure per la xemeneia. Després, la van portar al lloc i quan van passar pel santuari de San Salbatore a Irati, van resar i els dimonis la van deixar a terra. Segons les diferents versions, està viva o morta.
En la versió «Le râteau» ("rasqueta" en català) de Julien Vinson, la història era real i va dir això: quan va morir "li van fer una casa de vidre i li van posar la rasqueta a la mà", afegint que "la seva mare va veure la casa i el cos de la jove a San Salbatore d'Irati". De fet, és cert que a prop d'aquesta ermita van construir un edifici en forma de fossa. És probable que la fornícula de la paret sigui de vidre i contingui una antiga estàtua de fusta policromada. L'estàtua era d'una noia amb un braç aixecat i una aixada a l'altre. D'altra banda, aquesta ermita és un lloc evident de la mitologia basca perquè també s'hi ubiquen algunes llegendes associades a Basajaun.